# Otira satura
Otira satura là một loài nhện trong họ Amaurobiidae.
Loài này thuộc chi Otira. Otira satura được miêu tả năm 1973 bởi Raymond Robert Forster & Wilton.